# 苏州东隧道
苏州东隧道是通苏嘉甬铁路的其中一座隧道，位于中华人民共和国江苏省苏州市。

## 基本信息
- 苏州东隧道全长15.57公里（其中盾构隧道全长13.246公里），采用单洞双线断面，最大埋深达58米，是我国建设标准最高、里程最长的时速350公里城市高铁隧道，被誉为“中国城市高铁第一隧”[1]。
- 苏州东隧道的北端进口位于京沪高速铁路北侧，南端出口位于吴中区长浜路南侧[2]。

## 历史
- 2022年11月30日，苏州东隧道与通苏嘉甬铁路的其他部分一起开工[3]。
- 2023年2月28日，苏州东隧道进口段首幅地连墙钢筋笼顺利完成吊装[4]。
- 2023年6月21日，苏州东隧道进口明挖段基坑开始开挖[5][6]。
- 2023年8月9日，苏州东隧道首段垫层完成浇筑，进入主体结构施工阶段[2]。
- 2024年3月3日，苏州东隧道盾构机刀盘顺利下井[7]。
- 2024年4月18日，苏州东隧道开始盾构掘进[8][1]。